# Куява Радинович
Куява Радинович (на босненски: Kujava Radinović) е босненска кралица от 1399 до 1404 г. и по-късно отново от 1409 до 1415 г. по време на брака си с крал Остоя Котроманич. Тя е втора негова съпруга след развода му с първата му жена Витаца. Куява е дъщеря на босненския бан Радин Ябланич и сключвайки брак с нея, крал Остоя разчитал да получи подкрепата на рода Раденовичи, известни също и като Павловичи.

## Кралица на Босна
Куява се споменава за първи път като кралица в документ от 5 февруари 1399 г. Кралският двор по това време пребивава в крепостта Бобовац и там Куява живее заедно със съпруга си и сина им Стефан Остоич. Когато през 1404 г. крал Остоя е свален от престола и принуден да търси спасение в Унгария, Куява заедно със сина им остана в Босна. През 1409 г. Остоя е възстановен на трона и се признава за васал на унгарския крал Сигизмунд Люксембургски.
Бракът на Остоя Котроманич и Куява започва да се разпада през 1415 г., когато княз Павле Раденович, брат или братовчед на Куява, е убит при заговор, начело на който стои Остоя. На следващата година умира херцог Хървое Вукчич, оставяйки вдовицата си Елена Нелипчич с голям брой владения и богатства. Възползвайки се от предоставилата се възможност, Остоя изгонва съпругата си и се оженва за богатата вдовица, заграбвайки земите на Хървое Вукчич. Участието на Остоя Котроманич в заговора и убийството на Павле Раденович е остро осъдено от съвета на болярите, а Мавро Орбини твърди, че и синът му Стефан Остоич се настройва срещу баща си заради отношението към майка му и женитбата с Елена Нелипчич.
През 1418 г. Остоя Котроманич умира и Стефан Остоич е избран за нов крал, което превръща Куява в много влиятелна личност, тъй като де факто тя управлява заедно със сина си. Краткото царуване на Стефан Остоич е белязано от многобройните конфликти между майка му и Елена Нелипчич, които са прекратени едва когато Стефан хвърля в затвора Елена през лятото на 1419 г. Елена умира през 1422 г. при неизяснени обстоятелства.

## Следващи години
През 1420 г. Стефан Остоя е детрониран в полза на Твъртко II и скоро след това (около 1422 г.) умира. Куява търси отмъщение за свалянето от власт на сина си затова плете заговор с някои дубровнишки велможи, но усилията им да наложат на трона Вук Банич, предполагаем неин кралски роднина, не се увенчават с успех. През март 1423 г. Твъртко II изпраща гневно писмо до дубровнишките власти, че позволили на Вук Банич да се свърже с леля си Куява докато самият Вук отрича да е влизал във връзка с нея. Дубровнишките власти се опитват да я помирят с Твъртко, а също така я подпомагат финансово. През 1426 г. Куява все още продължава да заговорничи като тайно си разменя писма с Вук Банич, но влиянието ѝ все повече намалява. След като уреждат отношенията ѝ с Твъртко, дубровнишките магистрати отказват да ѝ изплащат по-нататъшна финансова помощ.
Смята се, че Куява е погребана в параклис в Бобовац, където през 60-те години на 20 век при археологически разкопки са открити тленните останки на трима души в малка гробница. Предполага се, че става въпрос за Куява, Остоя Котроманич и сина им Стефан Остоя.